# Pont Champagne
Le pont Champagne est un pont couvert situé à Vassan, près de Val-d'Or, dans la région administrative de l'Abitibi-Témiscamingue, au Québec, au Canada. Il possède une seule travée de 31,8 m de long et de 7 m de large.
Il a été construit en 1941 par Hervé Champagne pour enjamber la rivière Vassan. Sa structure est constituée de madriers placés en diagonale et formant un treillis de type Town. La travée est bordée de planches horizontales peintes en rouge. Un toit à deux versants droits recouvre la charpente. 
Le pont fait l'objet d'une protection patrimoniale depuis 2001.

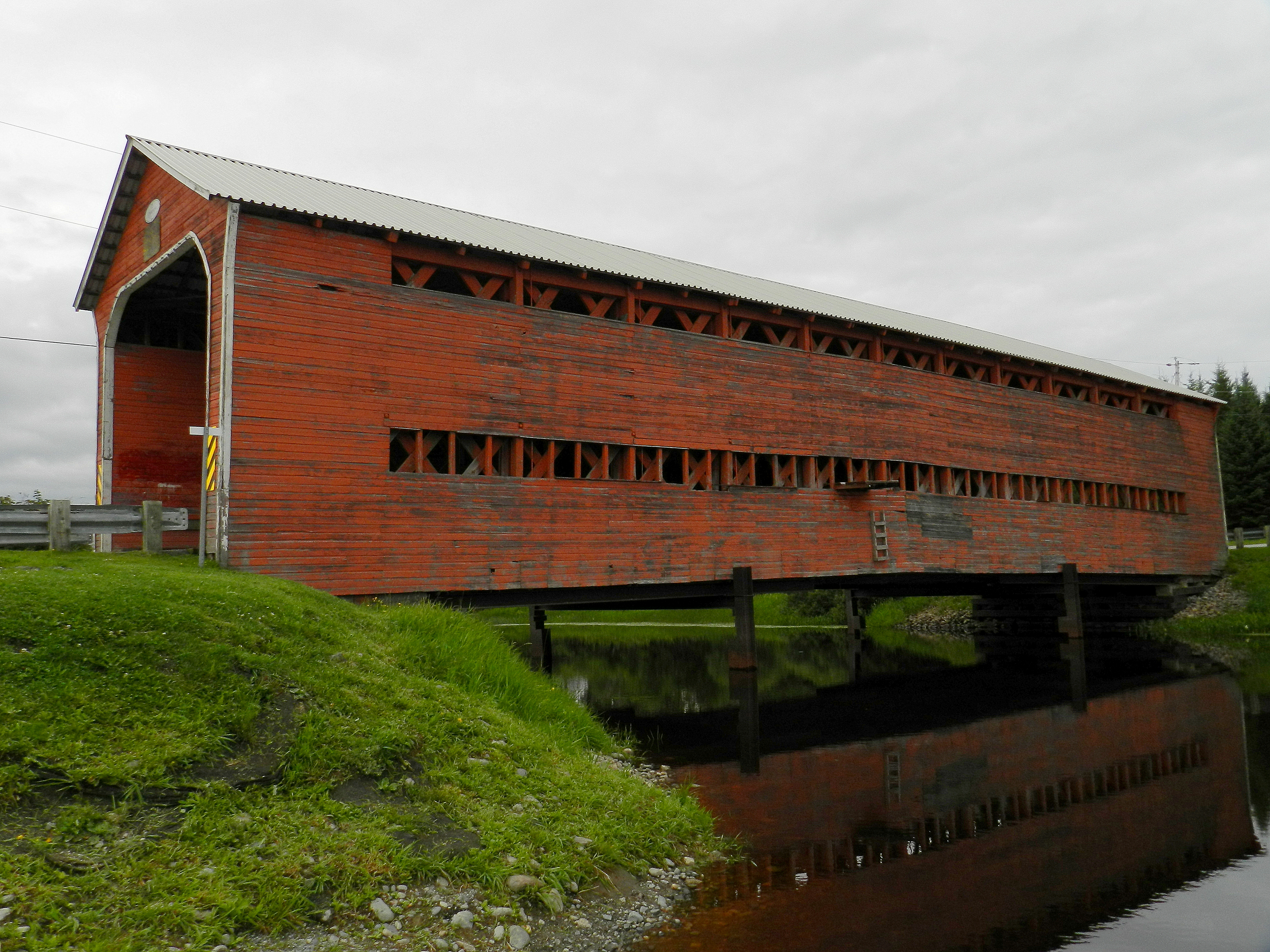
Au-dessus de la rivière Vassan
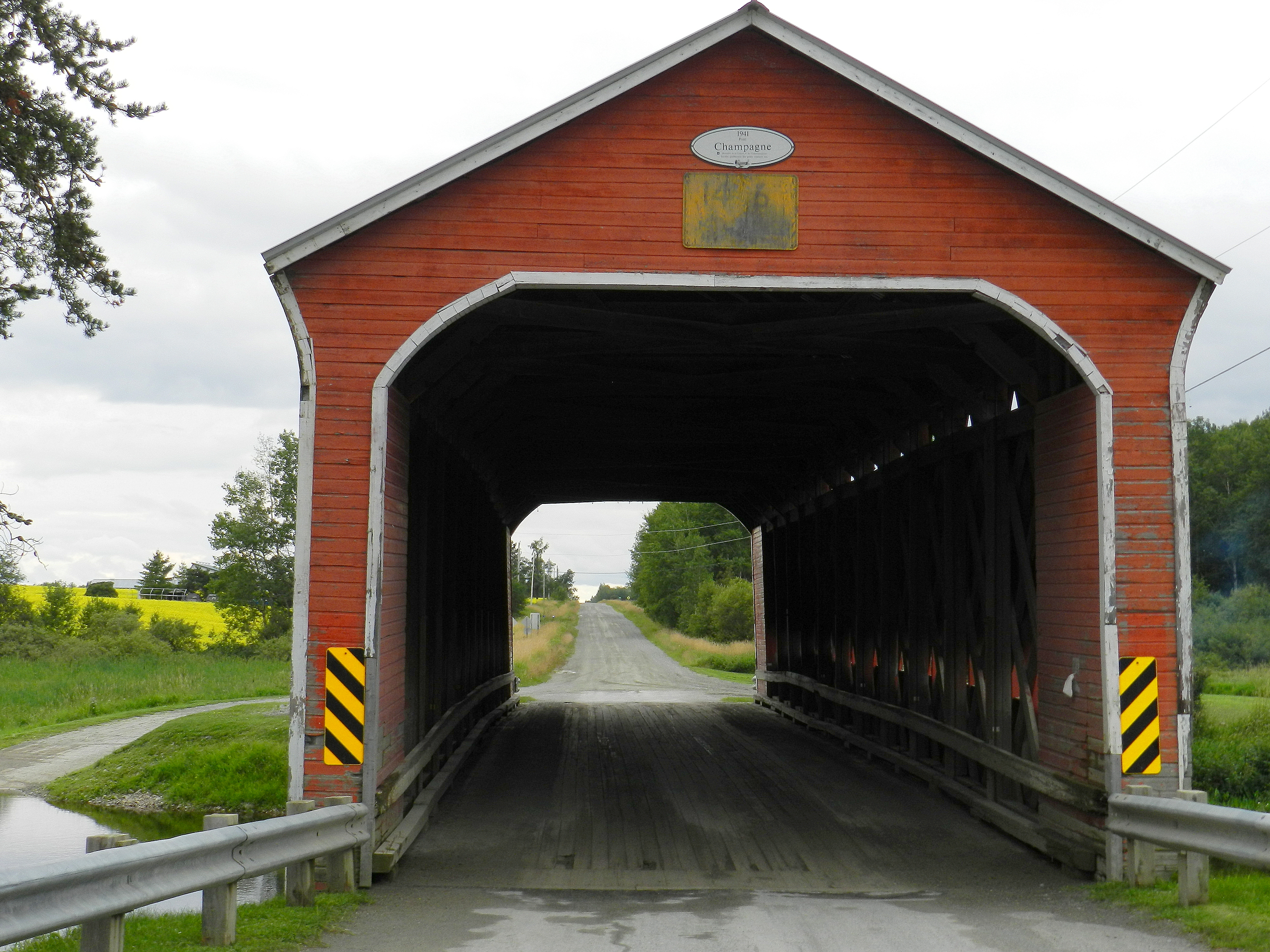
Entrée du côté Est
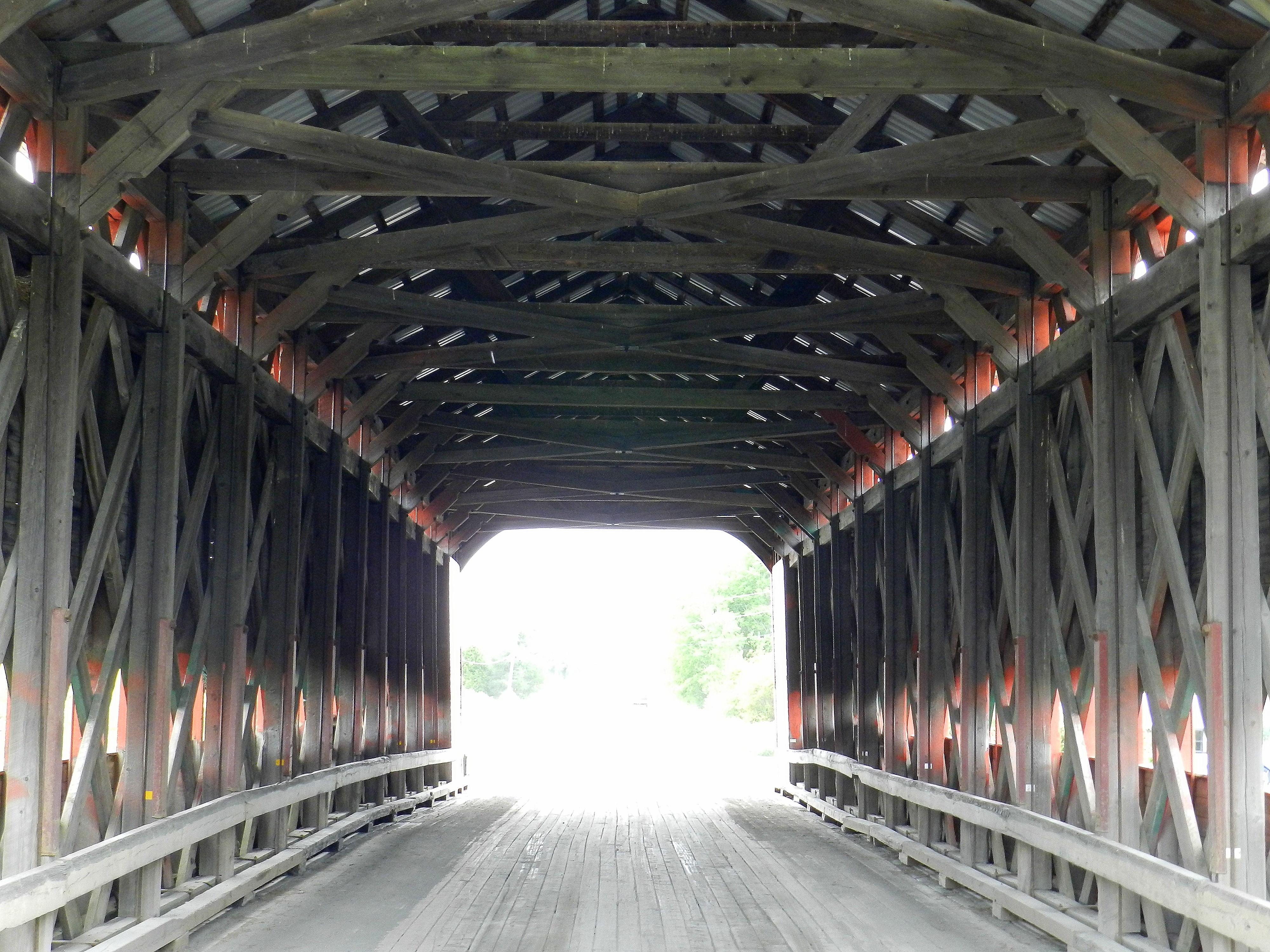
Structure en treillis de type Town